# Üdülő

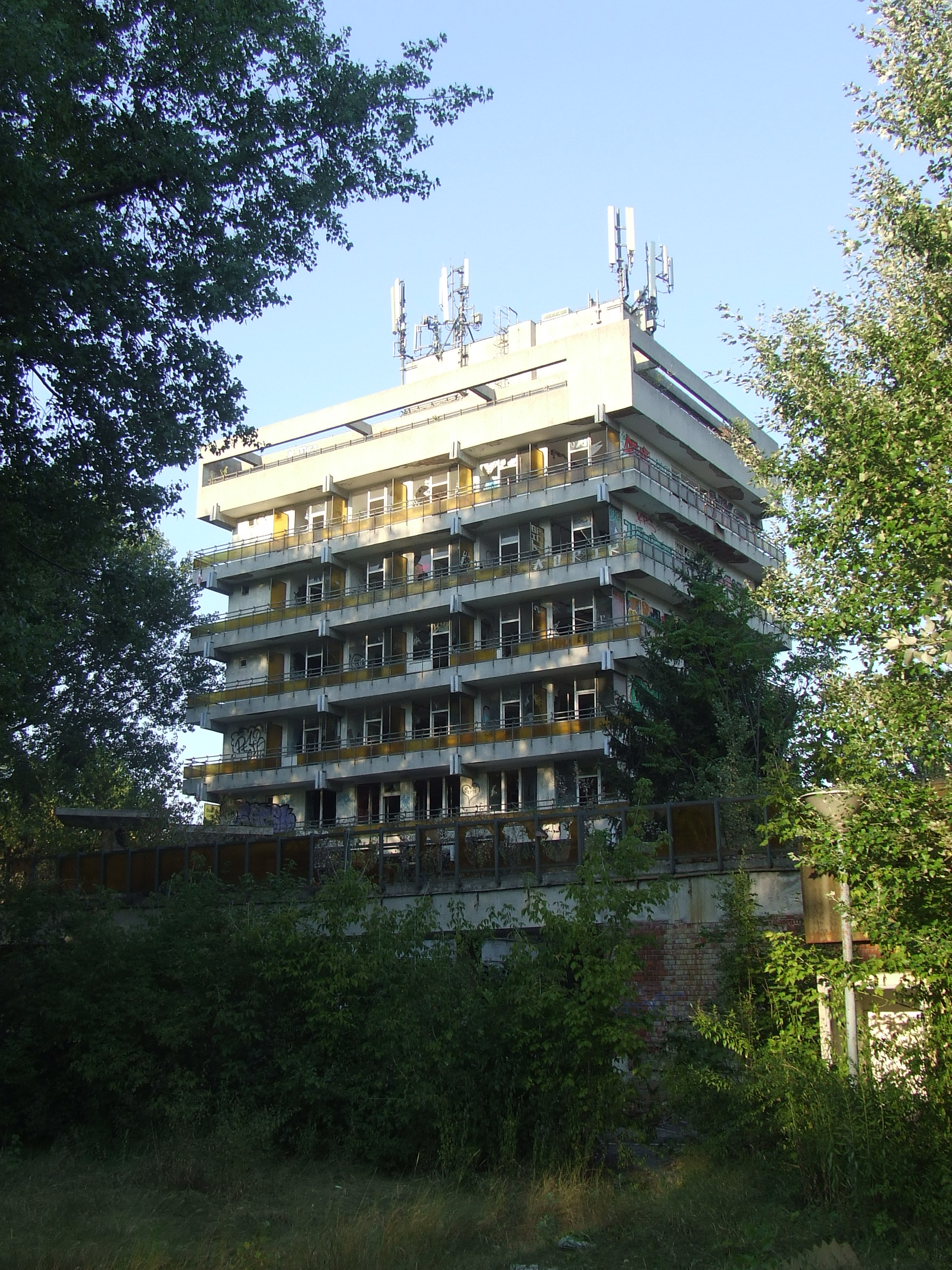
Postás üdülő – Budapest

Az üdülő speciális szálláshely, amely üdültetés illetve üdülés céljára létesített szállodaszerű működést megvalósító épület- és építményegyüttes. Az üdülő jellemzője, hogy intézményszerűen, nonprofit rendszerben működik, valamint az, hogy a térítési díj a szabad piacon működő különböző szálláshelyek igénybevételéhez képest kedvezményes (vagy az állam által, vagy pedig a cég által támogatott díj (pl. A Széchenyi Pihenőkártya felhasználása Az üdülési támogatások, a Széchenyi Pihenőkártya juttatások adózása) ).

## Az üdülő fajtái
Az üdülő fajtái lényegében és nagyjából megegyeznek a turizmusban vagy vendéglátásban érvényesülő úgynevezett kereskedelmi szálláshelyi besorolással:
- Szállodaszerű üdülő a szálláshely szolgáltatás mellett egyéb szolgáltatások is működnek (pl. uszoda, szauna, játékterem, büfé, stb.)[4]
- Panzió a létesítmény nagyságát tekintve általában kisebb egység, mint a szálloda, külön szolgáltatások többnyire nincsenek a reggelin kívül.[5]
- Kemping főleg járművekkel (autóval, motorkerékpárral, biciklivel) érkező turisták szálláshely-ellátását szolgálja, különböző szintű egyéb szolgáltatásokkal, mint fürdési, étkezési stb. lehetőség.[6]
- Üdülőház olyan szálláshely, amely különálló épületben vagy külön, önálló bejárattal rendelkező épületrészben biztosítja a közművesített területen a szállást (mintha kis lakások lennének).[7]
- Közösségi szálláshely több ágy található egy szobában, és az ágyak egyesével is igénybe vehetőek. Az egyik legolcsóbb szállástípus. Ehhez például nagyon hasonlóak a horgászház, csónakház elnevezésű céges üdülőhelyek. [8]

## Az üdülő típusai fenntartó szerint
Az üdülőket fenntartók a nem üzleti szálláshelyek szabályai szerint üzemeltethetik az üdülő-ingatlanokat. 
- Céges (vállalati) pl. állami cég [10][11]
- Szakszervezeti
- Szanatórium (állami egészségügy vagy cég)pl. Állami Szanatórium (Balf)

### Nem üzleti célú közösségi, szabadidős szálláshelyek fajtái
A 173/2003. (X.28.) Kormányrendelet a Magyarország Alaptörvénye alapján biztosított pihenési jog érvényesítése érdekében határozza meg az alábbi fogalmakat:
- Üdülő [13]

- Gyermek- és ifjúsági tábor (pl.[14][15])
- Nomád táborhely (lásd :tábor)
- Hegyi menedékház
- Bivakszállás
- Pihenőház
- Diákotthon
- Kollégium

## Gyermeküdülő
Megkülönböztetendő külön a gyermeküdülő  (gyermektábor), amit csak és kizárólag rendeletben illetve céges, szakszervezeti illetve az állami egészségügyi ellátásban megfogalmazott korosztály vehet igénybe. Az étkeztetés normatív tervezése a 2015. évi C. törvény V. Beszámítás, kiegészítés fejezet 5. pont m) bekezdése alapján történhet, amely a gyermekek átmeneti gondozásáról rendelkezik. Támogatás igénylése üzemeltetők előírásai szerint lehetséges. 

## Az üdülő szó egyéb jelentései
Az üdülő szó jelentheti azt a személyt, aki üdülőben pihen.
Szóösszetételekben ismeretesek a következők: üdülővendég, üdülőhajó, üdülőtelep, üdülőtelek, üdülőház, üdülőszövetkezet, üdülővonat (üdülőhelyre közlekedő vonat), üdülőtelepülés (-város, -falu, -tanya: szezonálisan az üdültetésből megélő település).